# Campionati asiatici di ginnastica aerobica 2022
I Campionati asiatici di ginnastica aerobica 2022 sono stati la 7ª edizione della competizione organizzata dalla Asian Gymnastic Union.
Si sono svolti a Pattaya, in Thailandia, dal 3 al 5 settembre 2022.

## Medagliere
| Pos.   | Nazione       | Oro | Argento | Bronzo | Totale |
| ------ | ------------- | --- | ------- | ------ | ------ |
| 1      | Vietnam       | 3   | 4       | 0      | 7      |
| 2      | Corea del Sud | 2   | 1       | 3      | 6      |
| 3      | Thailandia    | 1   | 1       | 2      | 4      |
| 4      | Mongolia      | 0   | 0       | 1      | 1      |
| Totale | Totale        | 6   | 6       | 6      | 18     |

## Podi
| Evento                | Oro             | Argento           | Bronzo               |
| Individuale maschile  | Kim Hanjin      | Phan The Gia Hien | Chanokpon Jiumsukjai |
| Individuale femminile | Chawisa Intakul | Tran Ha Vi        | Kim Hyeonji          |
| Coppia mista          | Thailandia      | Vietnam           | Corea del Sud        |
| Trio                  | Thailandia      | Vietnam           | Corea del Sud        |
| Gruppo                | Thailandia      | Corea del Sud     | Vietnam              |
| Dance                 | Corea del Sud   | Thailandia        | Mongolia             |